# Muntele Ida (Creta)
Muntele Ida, cunoscut alternativ ca Idha, Ídhi, Idi, Ita și acum Psiloritis (în greacă Ψηλορείτης, „munte înalt”), cu o înălțime de 2.456 m, este cel mai înalt munte de pe insula Creta. Situat în districtul regional Rethymnon, el este, potrivit legendelor, locul unde s-a ascuns Rhea și unde se află peștera Idaion Andron, în care s-ar fi născut Zeus. Vârful său (Timios Stavros) are cea mai mare importanță topografică în Grecia. Un parc natural care include muntele Ida face parte din Rețeaua mondială de geoparcuri a UNESCO.

## Caracteristici
Observatorul Skinakas al Universității din Creta este situat pe vârful secundar Skinakas la altitudinea de 1750 m. El are două telescoape, inclusiv un dispozitiv Ritchey-Chrétien de 1,3 m.
Muntele Ida este locul de origine a rasei legendare a lucrătorilor de metale din vechime (Dactyls), ale cărei origini sunt asociate și cu insula Cipru.
Platoul Nida, în partea de est a muntelui, este folosit pentru schi alpin.
Pe vârful muntelui Ida există o capelă mică închinată Sfintei Cruci, Timios Stavros.
Pe platou se află câteva colibe de păstori (mitata) construite numai cu piatră locală și folosite atât ca adăpost, cât și pentru fabricarea brânzeturilor.

## Peștera de pe muntele Ida
În antichitate peștera de pe muntele Ida, „peștera Zeiței” (Dea) a fost venerată de minoici și de greci deopotrivă. În perioada stăpânirii grecilor peștera a fost dedicată cultului lui Zeus. Peștera în care a crescut Zeus este considerată a fi această peșteră, o alta cu același nume sau peștera dictaeană.
Unelte din fildeș și picturi votive au fost găsite în peșteră. Ca și peștera dictaeană, peștera de pe muntele Ida era cunoscută ca un loc de inițiere. Este posibil ca aici să fi fost un oracol, simbolizat de frecventa reprezentare a unui trepied pe monezile din Axos, care se presupune că ar fi controlat teritoriul din jurul peșterii.

## Originea mitologică a evreilor în antichitatea clasică
În Istoriile sale, istoricul antic roman Tacitus a menționat o credință, populară în antichitate, cu privire la Muntele Ida și la originea evreilor, completată cu o etimologie conjuncturală:
„Se spune că evreii au fost inițial exilați de pe insula Creta, care se afla în cele mai îndepărtate părți ale Libiei în momentul în care Saturn a fost detronat și alungat de Jupiter. Un argument în favoarea acestui lucru este derivat din nume: există un munte faimos în Creta, numit Ida, și, prin urmare, locuitorii au fost numiți Idaei, denumire care a fost prelungită ulterior în forma barbară Iudaei.”(Istorii V:2)

## Galerie

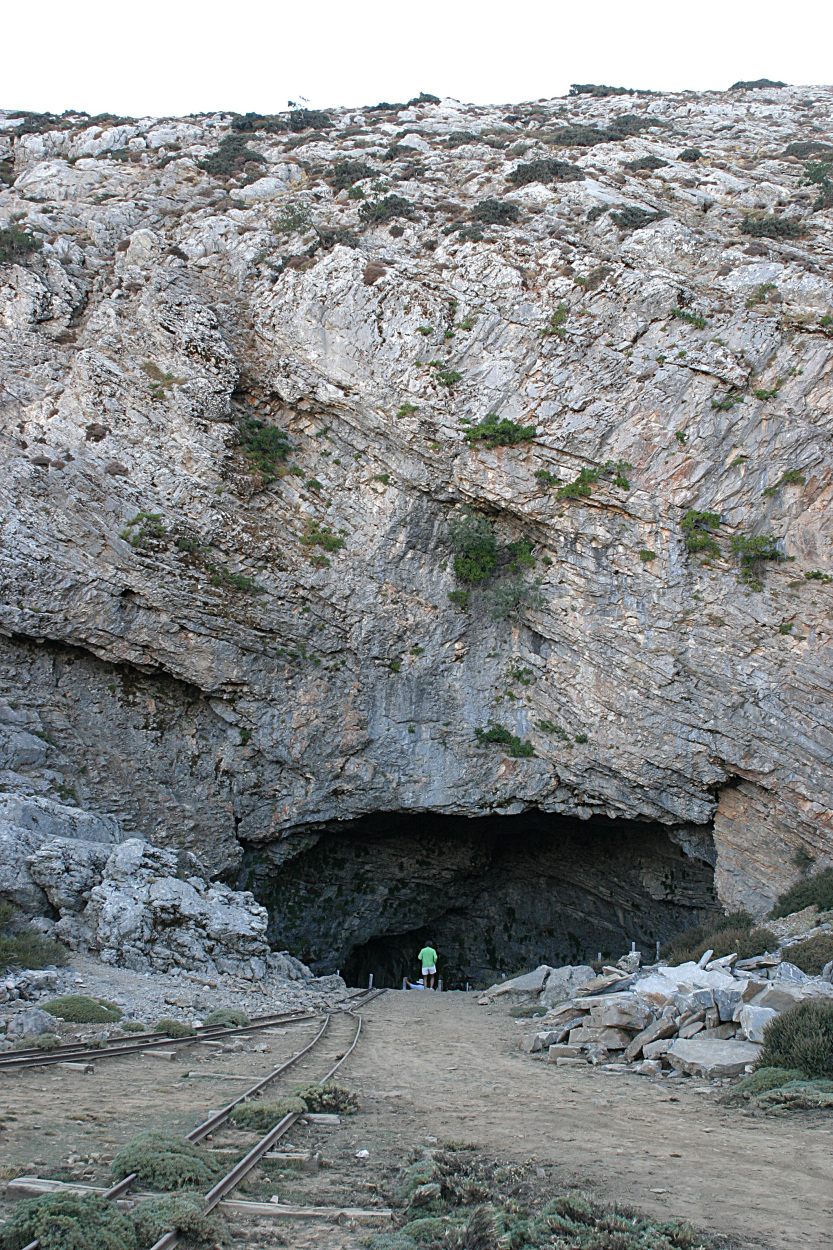
Intrarea în peșteră
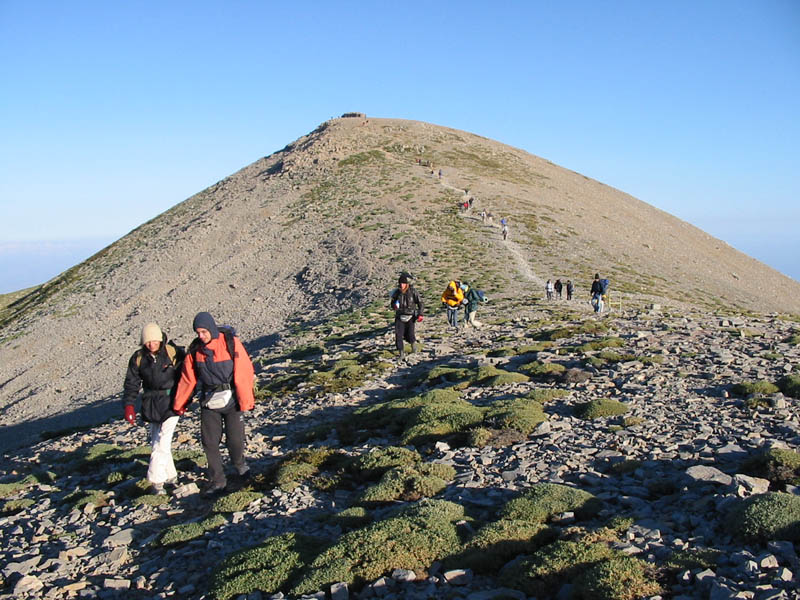
Creasta de est a muntelui Ida, Psiloritis în neogreacă
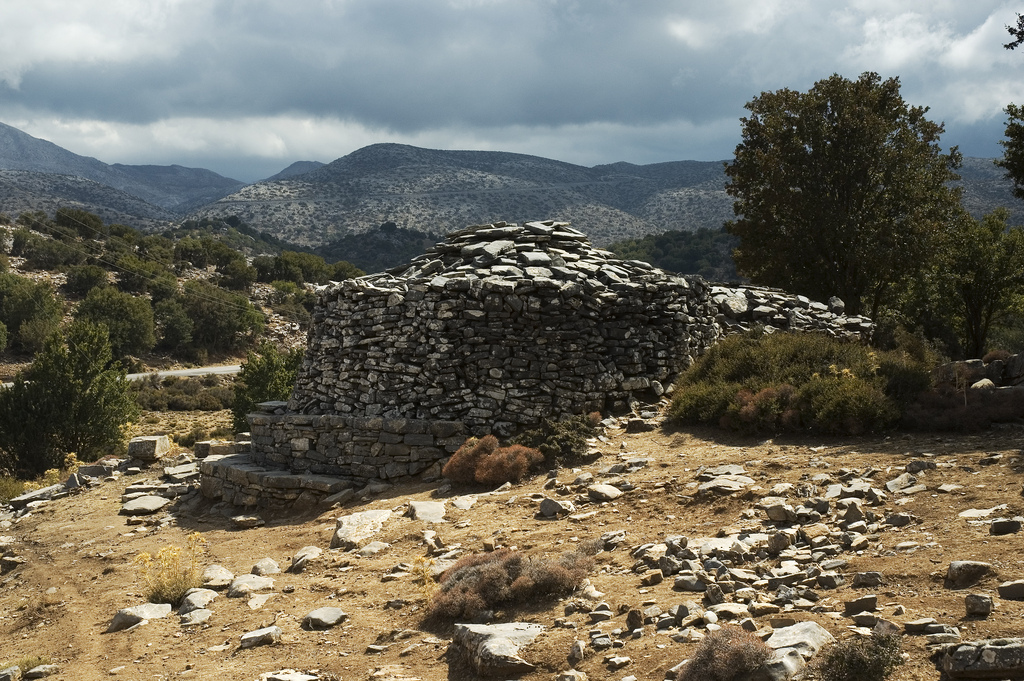
Colibă de păstor (mitato) pe Platoul Nida, în partea de est a muntelui Ida
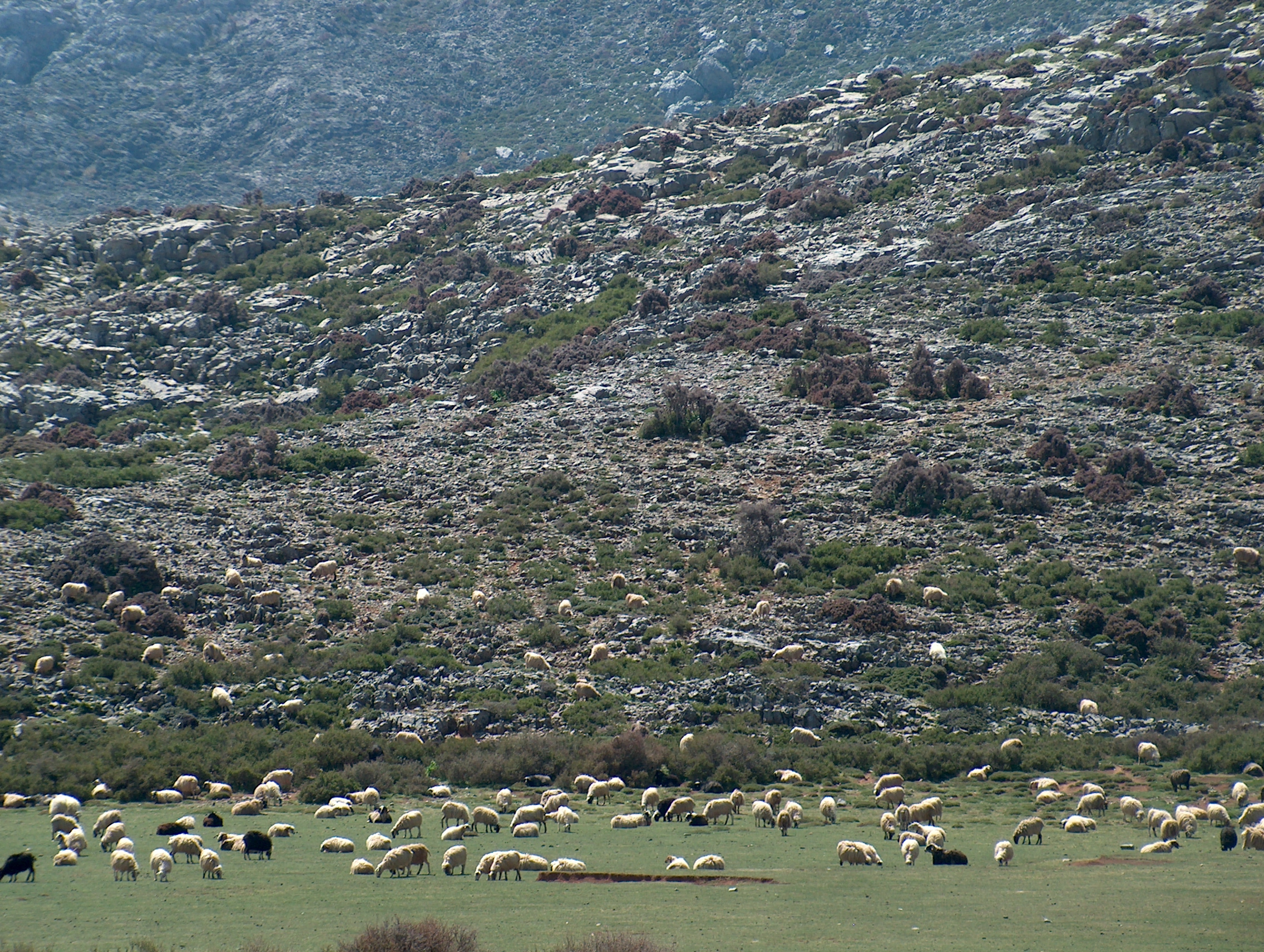